# 니시와세다역
니시와세다역(일본어: 西早稲田駅, にしわせだえき)은 일본 도쿄도 신주쿠구 도야마에 있는 철도역이다. 와세다대학 니시와세다 이공학 메인 캠퍼스에 직결되어 있다.

## 타는 곳
| 1 | ○ 후쿠토신 선 | 신주쿠 3초메・시부야 방면                                 |
| 2 | ○ 후쿠토신 선 | 이케부쿠로・고타케무카이하라・와코시・신린코엔・한노 방면 |

## 역세권 정보
- 가쿠슈인 여자 대학
- 와세다 대학 니시와세다 캠퍼스 (와대이공)

## 역사
- 2008년 6월 14일: 영업 개시.

## 사진

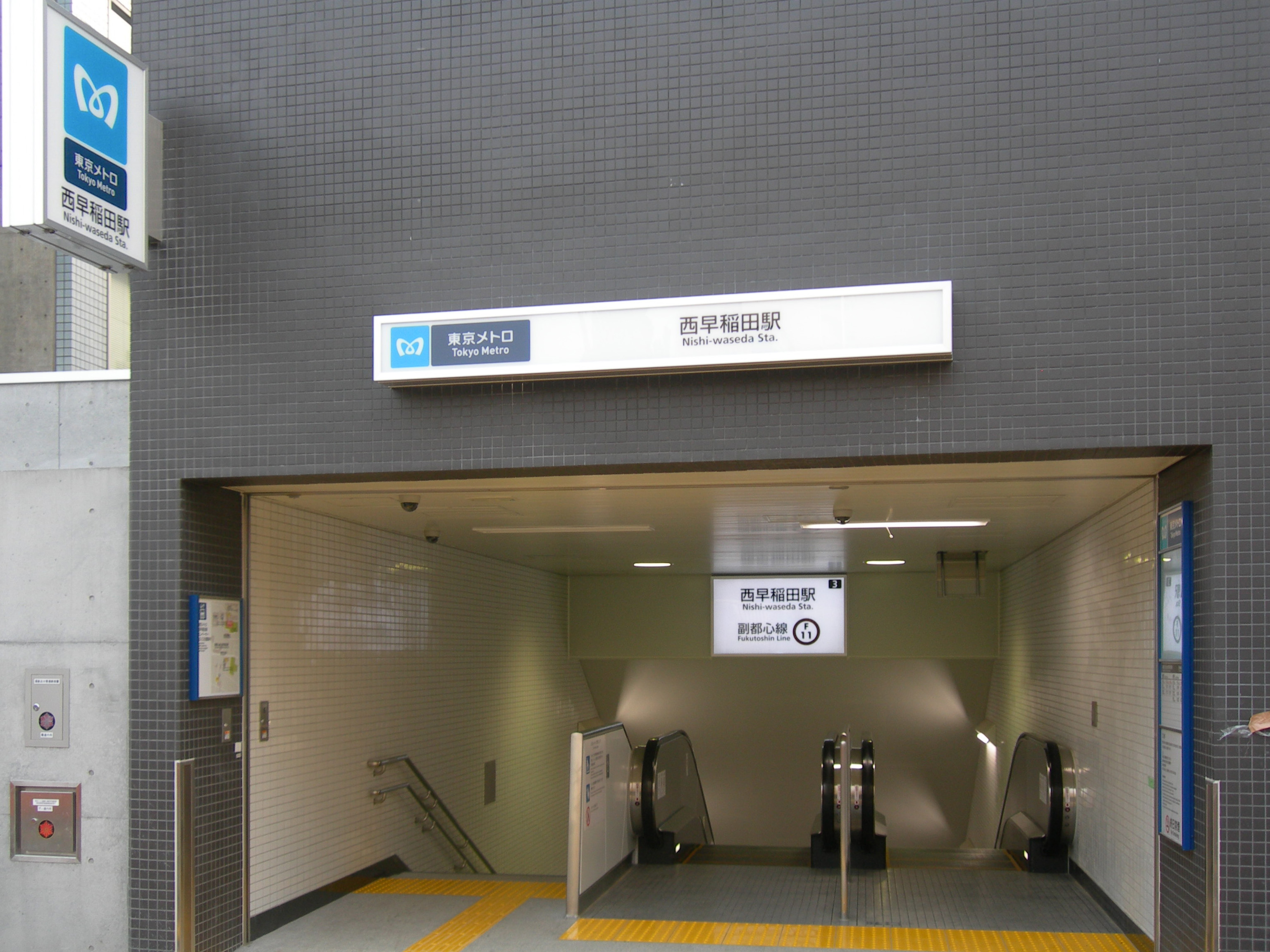
3번 출입구 모습

## 인접역
| 도쿄 메트로 13호선        | 도쿄 메트로 13호선 | 도쿄 메트로 13호선           |
| ------------------------- | ------------------ | ---------------------------- |
| F10 조시가야 와코 시 방면 | 후쿠토신 선 보통   | F12 히가시신주쿠 시부야 방면 |

1. ↑  “西早稲田キャンパス” (일본어). 2024년 2월 27일에 확인함.